# René Fleur
René Modeste Alexandre Fleur, né le 10 avril 1903 dans le 2e arrondissement de Lyon et mort le 3 octobre 1971 à l'hôpital Montsouris  dans le 14e arrondissement de Paris, est un acteur français.

## Filmographie

### Cinéma
- 1936 : Port Arthur de Nicolas Farkas
- 1937 : La Dame de Malacca de Marc Allégret : un journaliste
- 1938 : Café de Paris de Yves Mirande et Georges Lacombe
- 1939 : Brazza ou l'Épopée du Congo de Léon Poirier : Clemenceau
- 1939 : Les Musiciens du ciel de Georges Lacombe
- 1940 : La Nuit merveilleuse de Jean-Paul Paulin : l'explorateur
- 1940 : Paris-New York d'Yves Mirande : le commissaire de bord
- 1945 : Le Capitan de Robert Vernay (en deux époques)
- 1945 : Nuits d'alerte de Léon Mathot
- 1946 : Jeux de femmes de Maurice Cloche
- 1949 : L'Héroïque Monsieur Boniface de Maurice Labro : le directeur du cabaret
- 1951 : Agence matrimoniale de Jean-Paul Le Chanois : l'escroc au mariage
- 1952 : Le Huitième Art et la Manière, de Maurice Regamey  (Court-métrage) : Al Capisto dans le feuilleton
- 1954 : Papa, maman, la bonne et moi de Jean-Paul Le Chanois : Maître Turpin, avocat
- 1958 : Les Misérables de Jean-Paul Le Chanois (première époque) : le cardinal
- 1964 : Monsieur de Jean-Paul Le Chanois : le décorateur
- 1968 : La Grande Lessive (!) de Jean-Pierre Mocky : l'inspecteur d'académie

### Télévision
- 1962 : L'inspecteur Leclerc enquête, série de Vicky Ivernel, épisode : « Black out » (série télévisée) : le médecin légiste
- 1966 : Les affaires sont les affaires (Téléfilm) : le marquis de Ponceillet
- 1967-1968 : Les Enquêtes du commissaire Maigret (série télévisée) - l'huissier Léopold de la P.J. :
  - Cécile est morte (1967) de Claude Barma
  - La Tête d'un homme (1967) de René Lucot
  - Signé Picpus (1968) de Jean-Pierre Decourt : l'huissier
- 1968 : Le Théâtre de la jeunesse - Ambroise Paré de Éric Le Hung et Jacques Trébouta (série télévisée) : le greffier
- 1968 : Les Grandes Espérances de Marcel Cravenne (Téléfilm) : le concierge
- 1972 : Pot-Bouille (série télévisée) : Mr. Vabre

## Théâtre
- 1945 : Sodome et Gomorrhe de Jean Giraudoux, mise en scène Georges Douking, théâtre des Célestins
- 1946 : Dix petits nègres d'Agatha Christie, mise en scène Roland Piétri, théâtre Antoine
- 1960 : Le Sexe et le Néant de Thierry Maulnier, mise en scène Marcelle Tassencourt, théâtre de l'Athénée

## Doublage

### Films
- Fredric March dans : 
  - Le Signe de la croix (1932) : Marcus Superbus
  - L'Aigle et le Vautour (1933) : Jerry H. Young
  - La mort prend des vacances (1934) : Prince Sirki/La mort
  - Les Flibustiers (1938) : Jean Lafitte
- Bing Crosby dans : 
  - Une fille de la province (1954) : Frank Elgin
  - Noël blanc (1954) : Bob Wallace
  - Astronautes malgré eux (1962) : Harry Turner
- Charles Boyer dans : 
  - Obsessions (1943) : Paul Gaspar
  - Hantise (1944) : Gregory Anton

- 1932 : Back Street : Walter Saxel (John Boles)
- 1932 : Je suis un évadé : James Allen (Paul Muni)
- 1932 : Grand Hotel : Otto Kringelein (Lionel Barrymore)
- 1933 : Lady Lou : le capitaine Cummings (Cary Grant)
- 1934 : Wonder Bar : Al Wonder (Al Jolson)
- 1937 : Scipion l'Africain : Scipion l'Africain (Annibale Ninchi)
- 1938 : Les Anges aux figures sales : Fr. Jerome 'Jerry' Connelly  (Pat O'Brien)
- 1939 : Pacific Express : Paddy O'Rourke  (Regis Toomey)
- 1940 : La Piste de Santa Fe : Oliver Brow  (Alan Baxter)
- 1940 : Rebecca : Jack Favell, le cousin de Rebecca (George Sanders)
- 1941 : Boule de feu : Joe Lilac (Dana Andrews)
- 1944 : Trente Secondes sur Tokyo (Thirty Seconds Over Tokyo) de Mervyn LeRoy : le lieutenant Joe Randall (Donald Curtis)
- 1946 : Lame de fond : Alan Garroway  (Robert Taylor)
- 1949 : Christophe Colomb : le roi Ferdinand (Francis Lister)
- 1949 : Madame Bovary : Lheureux (Frank Allenby)
- 1950 : Boulevard du crépuscule : Morino (Lloyd Gough)
- 1950 : Le Convoi des braves : Dr. A. Locksley Hall  (Alan Mowbray)
- 1951 : Échec au hold-up : Maury Ahearn (Dan Riss)
- 1951 : Le Gouffre aux chimères : Le second shérif (Gene Evans)
- 1951 : Histoire de détective : Steve Barnes (Russell Evans)
- 1952 : Le monde lui appartient : Eben Cleggett  (Rhys Williams)
- 1953 : La Guerre des mondes :  le docteur Bilderbeck / le narrateur (Sandro Giglio)
- 1955 : Le Bouffon du roi : Giacomo  (John Carradine)
- 1955 : Le Général du Diable : Otto, le gérant du restaurant  (Reinhold Nietschmann)
- 1956 : Crépuscule sanglant : Rufus Henshaw  (Robert Middleton)
- 1960 : Le Géant de Thessalie : le père d'Aglaia  (Nando Tamberlani)
- 1960 : L'Auberge du Cheval-Blanc : le guide touristique (Fritz LaFontaine)
- 1960 : Le Monde de Suzie Wong : un invité[Qui ?]
- 1961 : Jugement à Nuremberg : Le juge Kenneth Norris (Kenneth MacKenna)
- 1963 : Cléopâtre : Casca  (Carroll O'Connor)
- 1963 : La Vierge de Nuremberg : Le docteur  (Luigi Severini)
- 1963 : Le Grand Duc et l'Héritière : Dr Christian Gump (Telly Savalas)
- 1963 : L'Araignée blanche défie Scotland Yard :  Summerfield (Dieter Eppler)
- 1964 : La Rolls-Royce jaune : Norwood (Roland Culver)
- 1964 : Madame Croque-maris : l'avocat français (Marcel Hillaire)
- 1965 : Darling : Matthew (Walter en VF) Southgate (Hugo Dyson)
- 1965 : Chère Brigitte : Von Schlogg (Orville Sherman)
- 1966 : El Kebir, fils de Cléopâtre : Veterius (Franco Fantasia)
- 1966 : Notre homme Flint : le diplomate anglais (Jack Raine)
- 1968 : Pancho Villa : Général Herta (Herbert Lom)